# Double cylindre

Projection stéréographique de l'arête du double cylindre (un tore de Clifford), en rotation autour du plan XW.

Le double cylindre, ou duocylindre, est un objet géométrique défini comme le produit cartésien de deux disques de rayons respectifs r1 et  r2. On peut le représenter comme une région de l'espace euclidien à quatre dimensions délimitée par deux hypersurfaces : dans un repère cartésien convenable,  c'est l'ensemble des points{\displaystyle D=\{(x,y,z,w)\in \mathbb {R} ^{4}|x^{2}+y^{2}\leq r_{1}^{2},\ z^{2}+w^{2}\leq r_{2}^{2}\}}. Il constitue l'une des généralisations du cylindre de l'espace usuel, c'est-à-dire du produit cartésien d'un disque et d'un segment ; d'autres généralisations naturelles sont le cylindre sphérique et le cylindre cubique. 
Dans la représentation canonique du double cylindre, les deux hypersurfaces qui le délimitent sont congruentes et ont pour intersection un tore de Clifford, appelé arête du double cylindre. 

## Géométrie

### Les faces
Le double cylindre est borné par deux 3-variétés orthogonales (c'est-à-dire qu'en chaque point de leur intersection, les deux hyperplans tangents sont perpendiculaires), respectivement décrite par les équations cartésiennes :
{\displaystyle x^{2}+y^{2}=r_{1}^{2},z^{2}+w^{2}\leq r_{2}^{2}}
et
{\displaystyle z^{2}+w^{2}=r_{2}^{2},x^{2}+y^{2}\leq r_{1}^{2}}
Chacune de ces variétés, et leur arête commune, est globalement invariante dans toute rotation (double) ayant les plans XY et ZW comme plans invariants. 

### L'arête
L'arête du double cylindre est l'intersection des deux faces ; c'est le tore de Clifford d'équation {\displaystyle x^{2}+y^{2}=r_{1}^{2},z^{2}+w^{2}=r_{2}^{2}}, produit cartésien de deux cercles.
Dans le cas {\displaystyle r_{1}=r_{2}={\frac {\sqrt {2}}{2}}}, le tore coupe la 3-sphère unité en deux composantes connexes, chacune étant un double cylindre.